# Ayumi Hamasaki Arena Tour 2002 A
ayumi hamasaki ARENA TOUR 2002 A – album koncertowy japońskiej piosenkarki Ayumi Hamasaki, wydany 29 stycznia 2003 roku, a także jako część Ayumi Hamasaki COMPLETE LIVE BOX A. Na płycie zawarte są nagrania koncertów z trasy, która odbyła się między 27 kwietnia a 16 czerwca 2002 roku. Album osiągnął 22. pozycję w rankingu Oricon. Płyta została wydana ponownie 1 marca 2006 roku.

## Lista utworów
| – OPENING –               |                  |
| Nr                        | Tytuł            |
| 1.                        | "I am..."        |
| 2.                        | "Opening Run"    |
| 3.                        | "Naturally"      |
| 4.                        | "NEVER EVER"     |
| 5.                        | "A Song for XX"  |
| 6.                        | "Free & Easy"    |
| 7.                        | "evolution"      |
| 8.                        | "AUDIENCE"       |
| 9.                        | "UNITE!"         |
| – encore –                |                  |
| 10.                       | "independent"    |
| 11.                       | "flower garden"  |
| 12.                       | "Trauma"         |
| 13.                       | " no more words" |
| Special Unplugged Version |                  |
| 14.                       | "M"              |
| 15.                       | "Dearest"        |
| DVD bonus track           |                  |
| 16.                       | "Daybreak"       |
| 17.                       | "Who..."         |